# Dagene løber som heste
Dagene løber som heste er Jens Unmacks tredje studiealbum som solokunstner. Det blev udgivet i 2009 og modtog fem ud af seks stjerne i musikmagasinet GAFFA.

## Spor
1. "Piloten På Sin Allersidste Dag"
2. "Dagene Løber Som Heste"
3. "Stjernelys"
4. "Hvis Du Tager Mig Med"
5. "Mænd Uden Ord"
6. "I De Tabte Sale"
7. "Motorvej Til Himlen"
8. "Steder Hvor Du Bløder"
9. "Vinterpalads"
10. "Det Eneste Vi Har"